# الفلسفات الوضعية
الفلسفة الوضعية هي الفلسفة  المهتمة بالعلوم التي تستند إلى رأي يقول أنه في مجال العلوم الاجتماعية، والعلوم الطبيعية، فإن المعرفة الحقيقية هي المعرفة والبيانات المستمدة من التجربة الحسية، والمعالجات المنطقية والرياضية لمثل هذه البيانات والتي تعتمد على الظواهر الطبيعية الحسية وخصائصها والعلاقات بينهم والتي يمكن التحقق منها من خلال الأبحاث والأدلة التجريبية. نشأت هذه الفلسفة  كنقيض لعلوم اللاهوت والميتافيزيقيا اللذان يعتمدان على المعرفة الاعتقادية غير المبرهنة وضع الفيلسوف والعالم الاجتماعي الفرنسي الشهير أوغست كونت مصطلح الوضعية في القرن التاسع عشر وهو يعتقد بان العالم سيصل إلی مرحلة من الفكر والثقافة سوف تنفي كل القضايا الدينية والفلسفية وسوف تبقى القضايا العلمية التي أثبتت بالحس والخبرة الحسية أو بالقطعية والوضعية. وفي ذلك العصر سوف يمحى الدين من ساحة المجتمعات البشرية. تهتم هذه الفلسفة بإجراء الأبحاث الكمية، وتعتمد عادة في دراساتها للظواهر الاجتماعية على تصميم بيانات بحثية بهدف إجراء البحث على عينة كبيرة من الناس واستخراج النتائج بصورة سريعة يمكن تعميمها على قطاعات أوسع من المجتمع لاحقاً تعرضت الفلسفة الوضعية لنقد كبير أدى إلى ظهور مدارس اجتماعية أخرى، مثل فلسفة ما بعد الوضعية، والفلسفة التأويلية، والظاهراتية، والحركة النقدية.

## الفلسفةالمثالية(Idealism philosophy)
هي موقف فلسفي نظري وعملي يرد كل ظواهر الوجود إلى الفكر أو يجعل من الفكر منطلقا لمعرفة الوجود أو الحقيقة مؤكدا على أسبقية المثال على الواقع ومن رواد هذه الفلسفة افلاطون وهيغل وبينيديتو كروتشه
يمكن التمييز عادة بين عدة أنواع من المذاهب المثالية وهي كالتالي:
- المثالية الواقعية (أفلاطون)
- المثالية اللامادية (بركلي) وهي لا تعترف بوجود الحقيقة الخارجية وتعتبر أن الموجودات المادية لا وجود لها في الواقع بل في تمثلاتنا الذهنية عنها وهذه الأخيرة نتلقاها من الفكر الإلهي مباشرة عبر الأشياء..
- المثالية المتعالية أو النسبية (كانط) ترى أن كل ما نعرفه عن العالم، من مفاهيم وحدوس، هو إنتاج محض للفكر. ويقول كانط: «إن ما أسميه مثالية متعالية للظواهر هو مذهب يعتبر أن هذه الظواهر هي تمثلات ذهنية وليست أشياء بذاتها لأن معرفة الأشياء بذاتها أمر غير ممكن»
- المثالية الذاتية (فيشته) وتقدم على أنها فلسفة الأنا. إنها «مثالية» لأنها تجعل من المثال مبدأ للوجود. و«ذاتية» لأنها تضع هذا المثال في الذات الأخلاقية المطلقة. أي أنها ترد حقيقة العالم الخارجي إلى التمثلات الفردية.
- المثالية الموضوعية (شلنغ) ترد كل الظواهر المتعلقة بالوعي إلى نظام مطلق سابق على وجود الإنسان.
- المثالية المطلقة (هيغل) تماثل بين الفكر والواقع «فكل ما هو عقلي واقعي وكل ما هو واقعي عقلي» وترى أن العقل عبر تطوره الخاص به يعبر عن تطور الواقع.
- المثالية الظاهراتية (هوسرل) ترد معرفة واكتشاف جواهر الأشياء والمفاهيم إلى الحدس. فالتجربة لا تصلح إلا لإيضاح طبيعة هذه الجواهر.

إن أنواع المثالية المذكورة هي عينة من المفاهيم المثالية كما استخدمت في مجالي الفلسفة والميتافيزيقا. لكن استخدام هذه المفاهيم لم يقتصر على هاذين المجالين فقط بل تعداهما إلى مجالات أخرى كعلم الجمال والأخلاقوالسياسة وغيرها.

## الفلسفةالبراغماتية(Pragmatic philosophy)
وتعترف الفلسفة البراغماتية بالمعرفة كوظيفة حيوية لكائن عضوي؛ ولكنها مع ذلك تنكر أن أهمية هذه المعرفة تكمن في مقدرتها على أن تعكس العالم الموضوعي، وهذا المذهب يعتبر الصدق شيئاً مبرراً يضمن نجاحاً في موقف معين. ولا يعترف ديوي ومؤيدوه بحقيقة الطبقات الاجتماعية، ويلجأون إلى تجريدات ميتافيزيقية عن المجتمع والفرد والدولة
سلَم البراغماتيين الأخلاقيين بأنه من المناسب ممارسة مجموعة متنوعة من الأساليب المعيارية الأخرى (على سبيل المثال: العواقبية، الأخلاق الواجبة، والأخلاق الفاضلة)، والاعتراف فوق ذلك بالحاجة إلى الآليات التي تسمح للمجتمع بالنهوض وراء هذا النهج، وحرية الخطاب بحيث لا تأخذ أي نظرية على داعي الافتراض. من ثم، السعي إلى الابتكار الاجتماعي، وممارسة الأخلاق البراغماتية هي تكملة لممارسة المناهج المعيارية الأخرى والتي أسماها جون ستيوارت ميل بـ«تجارب العيش».

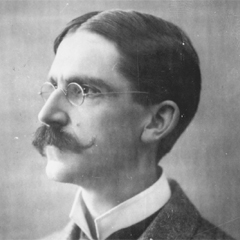
جون ديوي زعيم البراغماتية الاخلاقية

الأخلاق البراغماتية تختلف أيضاً عن المناهج المعيارية الأخرى من الناحية النظرية، كالتالي:
- التركيز على المجتمع بدلاً من الأفراد المنعزلين باعتباره الكيان الذي يحقق الأخلاق. كما قال ديوي: «كل السلوكيات.. اجتماعية».
- لا تحمل أي معايير أخلاقية معروفة لا يمكن مراجعتها. قد يساء فهم الأخلاق البراغماتية باعتقاد كونها نسبية، وفشلها في أن تكون موضوعية، لكن هذا مثل اقتراح بأن العلم فشل في أن يكون موضوعياً. البراغماتيين الأخلاقيين مثل العلماء، يمكنهم الحفاظ على مسعاهم موضوعياً على أساس أنه يتقاطع نحو شيء موضوعي.
- أنها تسمح بأن الحكم الأخلاقي قد يكون مناسب في سن واحد من مجتمع معين، على الرغم من أنه سوف يتوقف عن أن تكون مناسباً بعد تقدم المجتمع (أو قد يكون بالفعل غير مناسب في مجتمع آخر). على سبيل المثال، كانت كتابات توماس جيفرسون عن العبودية تؤطر بأن الرق غير أخلاقي، ومع ذلك هي أخلاقية مؤقتاً حتى أصبحت أمريكا مستعدة لإلغائها.

## الفلسفة الوضعية المنطقية (Logical positivism philosophy)
هي حركة فلسفية ظهرت في النمسا وألمانيا في العقد الثاني من القرن العشرين. تعنى هذه الحركة الفلسفية بالتحليل المنطقي للمعرفة العلمية، حيث تؤكد أن المقولات الميتافيزيقية، أو الدينية، أو القيمية، فارغة من أي معنى إدراكي، بالتالي، لا تعدو كونها تعبير عن مشاعر أو رغبات. إذا، فقط المقولات الرياضية، المنطقية، والطبيعية هي ذات معنى محدد ومن روادها رودولف كارناب وقد ظهرت ما يسمى بمدرسة فيينا
كانت لنظرية اينشتاين النسبية تأثير كبير على أصول الوضعية المنطقية. عني فلاسفة الوضعية المنطقية في تبيان الأهمية الفلسفية للنظرية النسبية. في 1915 و1917 كتب شليك مقالتين عن النسبية، كما تردد هانز رايخنباخ على محاضرات اينشتاين عن النظرية النسبية في جامعة برلين سنة 1917، وكتب سنة 1920 أربعة كتب عن النسبية. أيضاً فإن عمل كارنب الأول كان مقالات عن نظرية الفضاء نشرت سنة 1922. بالإضافة إلى ذلك، فإن ميكانيكا الكم كانت موضوعاً رئيسياً في التحقيقات الفلسفية لهذه الحركة، ونشرت أعمال لشليك ورايخنباخ عن ميكانيكا الكم. كما كان للتطورات في المنطق الصوري أثر على الوضعية المنطقية، وحضر كارنب ثلاث محاضرات في المنطق تحت إشراف جوتلب فرجيه أب المنطق الحديث. كما كان هناك اتصال ما بين الوضعية المنطقية ومجموعة المنطقيين البولنديين (على رأسهم جان لوكسويز، كازمير اجدكوز، والفريد تارسكي) الذين طوروا فروع كثيرة من المنطق المعاصر كجبر المنطق، وافتراضات التفاضل والتكامل متعددة القيمة، وعلم دلالة المنطق. في ثلاثينيات القرن العشرين سادت الوضعية المنطقية، وأصبحت معروفة في أمريكا وأوروبا، وفاعلة بكثرة في الترويج لأفكارها الفلسفية الجديدة. نظم أعضاء الحركة العديد من اللقاءات حول نظرية المعرفة وفلسفة العلم: في بارج (1929)، كونجسبرج (1930). بينما عرض كرت جودل النظريات، وأكد كمالية التفاضل والتكامل ذو المسند وذو الرتبة الأولى. من وجهة نظر الوضعية المنطقية فإن كل المقولات ذات المعنى يمكن تقسيمها إلى صنفين:
1. يتضمن مقولات قد تكون صحيحة أو خاطئة اعتماداً على أشكالها المنطقية أو معناها تسمى المقولات تحليلية قبلية
2. يتضمن مقولات يمكن التحقق من صحتها أو خطأها فقط من خلال التجربة تسمى تركيبية بعدية.

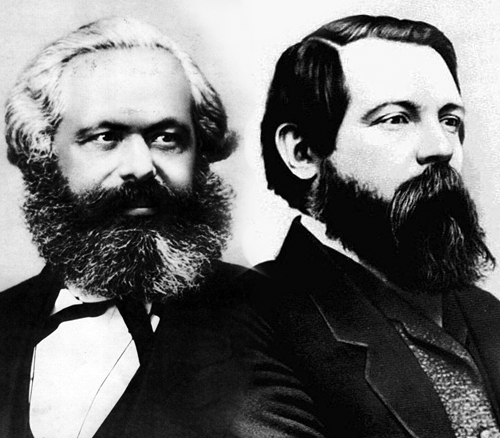
كارل ماركس و فريديريك انجلز في صورة مركبة

## الفلسفة الماركسية (Marxist philosophy)
نظرية فلسفية مبنية على أعمال كارل ماركس و رفيقه فريدريش إنغلز في وضع الأسس واللبنات الأولى للنظرية الشيوعية. ومن بعدهم بدأ المفكرون الماركسيون في تطوير النظرية بالاستناد إلى الأسس. سميت بالماركسية نسبة إلى مؤسسها الأول كارل ماركس، تفرد ماركس وأنجلس بالتوصل إلى فكرة الاشتراكية كتطور حتمي للبشرية وفق المنطق الجدلي وبأدوات ثورية. فكانت مجمل أعمالهما تحت اسم واحد وهو الماركسية أو الشيوعية العالمية. أعمالهم كانت تهتم في المقام الأول في تحسين أوضاع العمال المهضومة حقوقهم من قبل رأس المال، والقضاء على استغلال رأس المال اللإنسان العامل.
تنقسم الماركسية إلى ثلاثة أقسام أساسية:
- النظرية الماركسية للتاريخ
- اقتصاد سياسي ماركسي.
- الشيوعية العلمية.

بعد أن وضع كارل ماركس وفريديريك انغلز، كتاب البيان الشيوعي، سنة 1848، ابتدأ العالم يدرك كلمة الماركسية ولكنها لم تكن بعد قد تبلورت. أصبح ذلك من الممكن سنة 1917 مع ثورة البلاشفة في روسيا. ومن ثَمّ، أصبحت الماركسية، ونخص منها الماركسية-اللينينية اتجاها سياسيا عالميا يسعى إلى إرسائه جزء من الدول المساندة لهذه الإيديولوجيا، ومن الجانب الآخر تسعى الدول الرأسمالية إلى تدميرها باعتبارها عدوّا رئيسيّا لها.

## الفلسفة الوجودية (Existentialism philosophy)

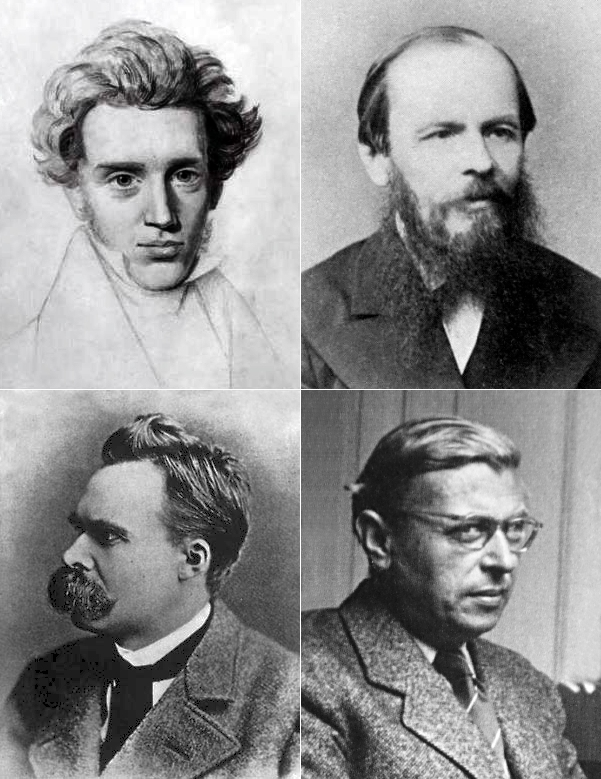
اهم رواد الفلسفة الوجودية

تيار فلسفي يميل إلى الحرية التامة في التفكير بدون قيود ويؤكد على تفرد الإنسان، وأنه صاحب تفكير وحرية وإرادة واختيار ولا يحتاج إلى موجه.. وتكرس الوجودية في التركيز على مفهوم أن الإنسان كفرد يقوم بتكوين جوهر ومعنى لحياته. ولقد ظهرت كحركة أدبية وفلسفية في القرن العشرين، على الرغم من وجود من كتب عنها في حقب سابقة. فالوجودية توضح أن غياب التأثير المباشر لقوة خارجية (الإله) يعني بأن الفرد حر بالكامل ولهذا السبب هو مسؤول عن أفعالهِ الحرة. والإنسان هو من يختار معتقداته والمسؤولية الفردية خارج أي نظام مسبق. وهذه الطريقة الفردية للتعبير عن الوجود هي الطريقة الوحيدة للنهوض بالحالة المفتقرة للمعنى المقنع (المعاناة والموت وفناء الفرد).و من رواد الفلسفة الوجودية نستحضر سورين كيركغارد (1813 - 1855م) وهو مؤسس المدرسة الوجودية. من خلال كتابه «رهبة واضطراب». وجان بول سارتر الفيلسوف الفرنسي والقس جبرييل مارسيل و كارل ياسبرزو بليز باسكال ثم بيرد يائيف

## الفلسفة الواقعية (Realism philosophy)
الواقعية هي الإيمان بأن واقعنا، مستقل وجوديًا عن المخططات التصورية والممارسات اللغوية والمعتقدات وغيرها. يمكن التحدث عن الواقعية من منطلق العقول الأخرى والماضي والمستقبل والعموميات والوحدات الرياضية والفئات الأخلاقية والعالم المادي والفكر. ويمكن أيضًا تعزيز الواقعية بشعور غير مشروط، وفي هذه الحالة، فإنها تؤكد على وجود عالم مرئي منفصل عن العقل، في مقابل المثالية والشكوكية والذاتية. ويذكر الفلاسفة الذين ينادون بالواقعية أن الحقيقة تتشكل في تطابق العقل مع الواقع.
يميل الواقعيون إلى الاعتقاد بأنه مهما كان ما نؤمن به الآن، فهو مجرد مقاربة من الحقيقة وأن كل ملاحظة جديدة تقربنا أكثر من فهم الواقع. وبالمنظور الكانطي، فإن الواقعية هي نقيض المثالية. وبالمنظور المعاصر، فإن الواقعية عكس اللاواقعية، وخصوصًا في فلسفة العلوم.
يظهر أقدم استخدام لمصطلح «الواقعية» في تراجم القرون الوسطى الدراسية واقتباسات الفلسفة اليونانية. ولكنها هنا واقعية أفلاطونية تطورت عن المناقشات التي أثيرت حول مشكلة العموميات. والواقعية في هذا السياق، هي نقيض المفاهيمية والمذهب اللفظي وترتأي وجود تلك العموميات بالفعل بشكل مستقل وسابق إلى حدٍ ما للعالم. وتشير الواقعية المعتدلة إلى وجود هذه العموميات، ولكن بقدر محدود فقط؛ حيث إنها مبرهنة في أشياء محددة، ولا توجد مستقلة عن ذلك الشيء المحدد. وتشير المفاهيمية إلى وجود العموميات، ولكن في العقل فقط، بينما يذكر المذهب اللفظي أن العموميات لا «توجد» مطلقًا، وأنها ليست أكثر من مجرد كلمات تصف أشياءً محددة